# The Tom and Jerry Comedy Show
The Tom and Jerry Comedy Show (también conocido como The New Adventures of Tom and Jerry) es una serie de televisión animada producida por Filmation para MGM Television y presenta al popular dúo de dibujos animados Tom y Jerry. El programa se emitió por primera vez el 6 de septiembre de 1980 en CBS y continuó hasta el 13 de diciembre del mismo año. Sus episodios finalmente se agregaron a los paquetes sindicados de Tom y Jerry en 1983. Los episodios del programa también aparecieron ocasionalmente en Cartoon Network y Boomerang.

## Descripción
La serie es la quinta encarnación de la popular franquicia de dibujos animados de Tom y Jerry y la segunda producción hecha para televisión. La serie se destacó por ser el primer intento desde el cierre del estudio MGM en la década de 1950 de restaurar el formato original del equipo del gato y el ratón. Después de los 114 cortos teatrales originales de la serie dirigida por William Hanna y Joseph Barbera, los personajes fueron alquilados a otros estudios de animación que cambiaron los diseños y eliminaron todos los personajes secundarios. La serie anterior hecha para televisión, El show de Tom y Jerry, fue producida en 1975 por Hanna y Barbera bajo su propio estudio bajo contrato con MGM, pero había hecho amigos al gato y al ratón en la mayoría de los episodios debido a la reacción contra violencia en las caricaturas. Esta serie pudo restaurar el formato familiar de persecución de payasadas y reintrodujo no solo a Spike, Tyke y Nibbles (aquí llamado "Tuffy"), sino también a Mammy Two Shoes, quien se retiró de los dibujos animados en 1953 por interpretar un arquetipo de Mammy. Los episodios de media hora consistirían en dos cortos de Tom y Jerry en el primer y tercer segmento, más un corto de Droopy en el segmento medio, que a menudo también presenta otros personajes de dibujos animados clásicos de MGM, como Barney Bear. Spike de Tom y Jerry también se usó en muchos de estos episodios de Droopy, reemplazando al otro bulldog "Spike" creado por Tex Avery para las antiguas películas de Droopy, que no se usó como un personaje separado aquí. El lobo villano de la serie clásica también se incluyó, y se llamó "Slick Wolf", aunque con la serie producida bajo el código "Sello de Buenas Prácticas", el personaje principal de "Red Hot Riding Hood", donde debutó el lobo Slick, sería no reaparecer.
La apertura del programa comienza con Tom persiguiendo a Jerry a través de una pantalla amarilla en blanco. Continúan persiguiendo, mientras todas las demás estrellas construyen un letrero gigante de "Tom y Jerry" (similar a la segunda apertura de Tom & Jerry Kids). El conocido crédito de productor ejecutivo rotativo de Lou Scheimer y Norm Prescott se reproduce brevemente mientras Tom persigue a Jerry más allá de la pantalla, derribando cosas y atropellando a otros en el camino. Después de la secuencia inicial, comenzarían los segmentos finales, presentados por Droopy. Comenzaba pintando todo el fondo con una sola pincelada grande y él y los demás personajes parlantes participaban en breves sketches cómicos (como el poema inicial de Droopy en uno de ellos: "Las rosas son rojas, las violetas son azules, pintar es mi trabajo, ese es lo que hago; lindo y algo mojado").
Además del uso de animación limitada, el espectáculo se caracterizó por una música muy limitada; Todos los segmentos cortos, tanto de Tom y Jerry como de Droopy, utilizaron la misma música original, en su mayoría creada nueva para la serie, pero que constaba de solo un puñado de melodías en gran medida sintetizadas, ya sea con variaciones menores o reproducidas a diferentes velocidades o tonos. Esto coincidió con las escenas de persecución, pero le dio a los episodios una banda sonora muy monótona, lo que hizo que estos episodios "destaquen" para muchos espectadores de Tom y Jerry cuando se emitieron. Mientras que la serie original y la tercera serie de Chuck Jones tendrían finales favorables para Tom en ocasiones, esta serie siguió a la segunda serie de Gene Deitch y casi nunca tuvo "victorias" definitivas para Tom. También similar a las películas de Deitch es el diseño de personajes. Los episodios de Droopy generalmente presentaban a Slick y, a veces, a Spike como antagonistas de Droopy. Barney tuvo varios papeles, como ser el jefe del guardia del estudio de cine Droopy en "Star Crossed Wolf", y un espantoso compañero de Droopy en una casa encantada en "Scared Bear".
Originalmente, el programa se llamaría The Cat and Jam Comedy Show.

## Medios domésticos
Los derechos de The Tom and Jerry Comedy Show eran actualmente propiedad de Warner Bros. a través de su marca Turner Entertainment Co.. Sin embargo, debido a la recepción negativa del programa y a los problemas legales que implicaron que MGM subcontratara la animación a Filmation, Warner Bros. no tiene planes para una caja de DVD del programa. Sin embargo, un episodio, "Jerry's Country Cousin", apareció en la colección de DVD del 70 aniversario en 2010. A finales de 2022, se incluyó otro episodio, "Snowbrawl", como una de las tres caricaturas adicionales del DVD Tom and Jerry: Snowman's Land.

## Episodios
- 1A Adiós, dulce ratón
- 1B Una noche de insomnio
- 1C Un nuevo ratón para la casa
- 2A El peso de la cultura
- 2B Droopy al rescate
- 2C El niñero
- 3A El gato más codiciado
- 3B La peste en el Oeste
- 3C El gato violinista
- 4A La invasión del marciano
- 4B El increíble Droopy
- 4C El barón ataca de nuevo
- 5A El increíble gato que encoge
- 5B El oso asustado
- 5C Cuando el gallo cacarea
- 6A Escuela para gatos
- 6B Droopy bailarín
- 6C El flautista
- 7A Dentro de la carpa
- 7B Leñadores tontos
- 7C Tom y el topo
- 8A Lucha helada
- 8B Conseguir la noticia
- 8C El gatito volador
- 9A Diviértete, Jerry
- 9B El cazador de autógrafos
- 9C El cumpleaños de Spike
- 10A Un museo sin paz
- 10B Un día en la pastelería
- 10C Un ratón en Miami
- 11A El perro troyano
- 11B La legión extranjera
- 11C Pastel en el cielo
- 12A Salven al ratón
- 12B Vieja madre Hubbard
- 12C Erasmo, el perico
- 13A Superalmacenista
- 13B El amuleto de Droopy
- 13C El gran Roedini
- 14A El primo del Oeste
- 14B El gran robo del diamante
- 14C Falla mecánica
- 15A Un ratón de Connecticut en la corte del Rey Arturo
- 15B El gran robo del tren
- 15C Estrategia en el escenario